# Портрет Фёдора Фёдоровича Левиза
«Портрет Фёдора Фёдоровича Левиза» — картина Джорджа Доу и его мастерской, из Военной галереи Зимнего дворца.
Картина представляет собой погрудный портрет генерал-лейтенанта Фёдора Фёдоровича Левиза из состава Военной галереи Зимнего дворца. 
К началу Отечественной войны 1812 года генерал-лейтенант Левиз находился в отставке и 1 июля вновь был зачислен на действительную службу с определением состоять при Рижском военном губернаторе генерал-лейтенанте И. Н. Эссене, возглавлял отдельный отряд и сражался в прибалтийских губерниях против корпуса маршала Макдональда. Во время Заграничных походов 1813 и 1814 годов отличился при блокировании и взятии Данцига и далее командовал 25-й пехотной дивизией. После падения Наполеона вновь вышел в отставку.
Изображён в генеральском мундире, введённом для пехотных генералов 7 мая 1817 года — из-за того, что Левиз с 1814 года находился в отставке, он такой мундир носить не мог и ему был положен мундир старого образца. На шее кресты орденов Св. Анны 1-й степени с алмазами и Св. Георгия 3-го класса; по борту мундира крест ордена Св. Владимира 2-й степени; справа на груди серебряная медаль «В память Отечественной войны 1812 года» на Андреевской ленте, бронзовая дворянская медаль «В память Отечественной войны 1812 года» на Владимирской ленте и звёзды орденов Св. Александра Невского и Св. Владимира 2-й степени. Слева на фоне чуть ниже эполета подпись художника: painted from nature by Geo Dawe RA. Подпись на раме: Ф. Ф. Левизъ, Генералъ Лейтенантъ. 
7 августа 1820 года Комитетом Главного штаба по аттестации Левиз был включён в список «генералов, заслуживающих быть написанными в галерею» и 6 ноября 1821 года император Александр I приказал написать его портрет. Поскольку в это время Левиз находился в отставке и проживал в своём поместье в Эстляндской губернии, то ему 12 ноября 1821 года из Инспекторского департамента Военного министерства было направлено извещение, что «портрет его Высочайше повелено написать живописцу Дове, посему если изволит прибыть в Санкт-Петербург, то не оставить иметь с Дове свидание». Вероятно, сразу после получения письма Левиз приехал в столицу, поскольку гонорар Доу за написанный портрет был выплачен уже 24 февраля 1822 года. Готовый портрет поступил в Эрмитаж 7 сентября 1825 года. 
В 1840-е годы в мастерской К. Края с портрета была сделана литография, опубликованная в книге «Император Александр I и его сподвижники» и впоследствии неоднократно репродуцированная. В части тиража по рисунку И. А. Клюквина с этого портрета была напечатана другая литография, отличающаяся мелкими деталями.